# Barlı
Barlı è un comune dell'Azerbaigian situato nel distretto di Quba. Conta una popolazione di 1.585 abitanti.